# Aleksandar Rakić
Aleksandar Rakić (Viena, 6 de fevereiro de 1992) é um lutador profissional de artes marciais mistas que atualmente compete pelo UFC na categoria dos meio-pesados.

## Inicio
Rakić começou a treinar kickboxing aos 14 anos e acumulou mais de 40 lutas até fazer a transição para o MMA aos 19 anos de idade.

## Carreira no MMA
Rakić fez sua estreia no MMA em 2 de Setembro de 2017 contra Francimar Barroso no UFC Fight Night: Volkov vs. Struve em Rotterdão na Holanda.  Ele venceu via decisão unânime (30–27, 30–27 e 30–27).
Sua próxima luta veio em 22 de Julho de 2018 no UFC Fight Night 134 contra Justin Ledet. Ele venceu via decisão unânime (30–25, 30–24 e 30–24).
Rakić enfrentou Devin Clark em 8 de Dezembrk de 2018 no UFC 231: Holloway vs. Ortega. Ele venceu via nocaute técnico no primeiro round.
Rakić enfrentou Jimi Manuwa em 1 de Junho de 2019 no UFC Fight Night: Gustafsson vs. Smith.  Ele venceu via nocaute com um chute na cabeça em pouco mais de um minuto de luta. Esta vitória lhe rendeu seu primeiro bônus de performance da noite.

## Cartel no MMA
| Cartel no MMA   |             |            |
| 17 lutas        | 14 vitórias | 3 derrotas |
| Por nocaute     | 9           | 1          |
| Por finalização | 1           | 1          |
| Por decisão     | 4           | 1          |

| Res.    | Cartel | Oponente          | Método                                  | Evento                                       | Data       | Round | Tempo | Local             | Notas                 |
| ------- | ------ | ----------------- | --------------------------------------- | -------------------------------------------- | ---------- | ----- | ----- | ----------------- | --------------------- |
| Derrota | 14-4   | Jiří Procházka    | Nocaute Técnico (socos)                 | UFC 300: Pereira vs. Hill                    | 13/04/2024 | 2     | 3:17  | Las Vegas, Nevada |                       |
| Derrota | 14-3   | Jan Błachowicz    | Nocaute Técnico (lesão no joelho)       | UFC on ESPN: Błachowicz vs. Rakić            | 14/05/2022 | 3     | 1:11  | Las Vegas, Nevada |                       |
| Vitória | 14-2   | Thiago Marreta    | Decisão (unânime)                       | UFC 259: Blachowicz vs. Adesanya             | 06/03/2021 | 3     | 5:00  | Las Vegas, Nevada |                       |
| Vitória | 13-2   | Anthony Smith     | Decisão (unânime)                       | UFC Fight Night: Smith vs. Rakić             | 29/08/2020 | 3     | 5:00  | Las Vegas, Nevada |                       |
| Derrota | 12-2   | Volkan Oezdemir   | Decisão (dividida)                      | UFC Fight Night: Edgar vs. The Korean Zombie | 21/12/2019 | 3     | 5:00  | Busan             |                       |
| Vitória | 12-1   | Jimi Manuwa       | Nocaute (chute na cabeça)               | UFC Fight Night: Gustafsson vs. Smith        | 01/06/2019 | 1     | 0:47  | Estocolmo         | Performance da Noite. |
| Vitória | 11-1   | Devin Clark       | Nocaute Técnico (socos)                 | UFC 231: Holloway vs. Ortega                 | 08/12/2019 | 1     | 4:05  | Toronto, Ontario  |                       |
| Vitória | 10-1   | Justin Ledet      | Decisão (unânime)                       | UFC Fight Night: Shogun vs. Smith            | 22/07/2018 | 3     | 5:00  | Hamburgo          |                       |
| Vitória | 9-1    | Francimar Barroso | Decisão (unânime)                       | UFC Fight Night: Volkov vs. Struve           | 02/09/2017 | 3     | 5:00  | Rotterdão         | Estreia no UFC.       |
| Vitória | 8-1    | Sergio Souza      | Nocaute Técnico (socos)                 | Austrian Fight Challenge 5                   | 04/03/2017 | 1     | N/A   | Viena             |                       |
| Vitória | 7-1    | Martin Batur      | Nocaute (soco)                          | Austrian Fight Challenge 1                   | 20/06/2015 | 1     | 0:26  | Viena             |                       |
| Vitória | 6-1    | Marcin Prachnio   | Nocaute Técnico (socos)                 | Final Fight Championship 16                  | 06/12/2014 | 3     | 3:00  | Viena             |                       |
| Vitória | 5-1    | Norbert Péter     | Nocaute Técnico (socos)                 | HG: Heimgala 2                               | 13/09/2014 | 1     | 4:57  | Viena             |                       |
| Vitória | 4-1    | Péter Rozmaring   | Finalização (estrangulamento norte-sul) | Vendetta: Rookies 2                          | 06/07/2013 | 1     | 1:32  | Viena             |                       |
| Vitória | 3-1    | Laszlo Czene      | Nocaute (chute na cabeça)               | WFC: Challengers 3                           | 03/06/2012 | 1     | N/A   | Viena             |                       |
| Vitória | 2-1    | Richard Longhimo  | Nocaute Técnico (socos)                 | Iron Fist: Vendetta 3                        | 18/03/2012 | 2     | 4:30  | Viena             |                       |
| Vitória | 1-1    | Carsten Lorenz    | Nocaute Técnico (socos)                 | New Talents 15                               | 04/02/2012 | 1     | 1:42  | Erfurt            |                       |
| Derrota | 0-1    | Christian Radke   | Finalização (guilhotina)                | Rock the Cage 2                              | 15/10/2011 | 1     | 4:34  | Greifswald        |                       |